# Centre d'Intel·ligència contra el Terrorisme i el Crim Organitzat
El Centre d'Intel·ligència contra el Terrorisme i el Crim Organitzat, també conegut pel seu acrònim CITCO, és l'organització d'intel·ligència que a Espanya gestiona i anàlitza tota la informació estratègica relativa al terrorisme, la criminalitat organitzada i les organitzacions radicals de caràcter violent.
Aquest organisme va ser creat en virtut d'un Reial decret el 15 d'octubre, pel qual es desenvolupa l'estructura orgànica bàsica del Ministeri de l'Interior. És el resultat de la unió del Centre Nacional de Coordinació Antiterrorista (CNCA) i el Centre d'Intel·ligència Contra el Crim Organitzat (CICO), tots dos dependents de la Secretaria d'Estat de Seguretat del ministeri d'interior. Per aquesta unió han d'optimitzar els esforços i aprofitar els recursos econòmics enfront de les creixents amenaces i la vinculació cada vegada més estreta que s'estableix entre les organitzacions extremistes de naturalesa violenta, el terrorisme i la criminalitat organitzada.
Aquest òrgan amb nivell orgànic de sotsdirecció general, directament depenent del Secretari d'Estat de Seguretat, ha assumit en exclusiva les funcions que abans incumbien al CNCA i CICO. Està format per membres del Cos Nacional de Policia (CNP), de la Guàrdia Civil, del Servei de Vigilància Duanera, funcionaris d'Institucions Penitenciàries, membres de les Forces Armades així com per personal del Centre Nacional d'Intel·ligència (CNI).
Ha d'impulsar i coordinar la integració i valoració de quantes informacions i anàlisis operatives disposin les forces i cossos de seguretat de l'Estat en matèria de terrorisme, crim organitzat i radicalisme violent, per a elaborar intel·ligència criminal estratègica, l'establiment de criteris d'actuació i coordinació operativa entre organismes concurrents al costat del disseny d'estratègies globals de lluita contra aquests fenòmens.

## Directors
- José Luis Olivera Serrano[3] (2014-2015). En funcions
- José Luis Olivera Serrano (2015-2018)
- Francisco Montes López (2018-)[4]